# Eremocharis (djur)
Eremocharis är ett släkte av insekter. Eremocharis ingår i familjen Pamphagidae.
Kladogram enligt Catalogue of Life:
| Eremocharis | \| \| Eremocharis afghana \| \| \| \| \| \| Eremocharis ancestralis \| \| \| \| \| \| Eremocharis brachyptera \| \| \| \| \| \| Eremocharis cinerascens \| \| \| \| \| \| Eremocharis granulosa \| \| \| \| \| \| Eremocharis obscura \| \| \| \| \| \| Eremocharis subsulcata \| \| \| \| \| \| Eremocharis wazira \| \| \| \| \| \| Eremocharis zaheri \| \| \| \| |
|             | \| \| Eremocharis afghana \| \| \| \| \| \| Eremocharis ancestralis \| \| \| \| \| \| Eremocharis brachyptera \| \| \| \| \| \| Eremocharis cinerascens \| \| \| \| \| \| Eremocharis granulosa \| \| \| \| \| \| Eremocharis obscura \| \| \| \| \| \| Eremocharis subsulcata \| \| \| \| \| \| Eremocharis wazira \| \| \| \| \| \| Eremocharis zaheri \| \| \| \| |
|             | Eremocharis afghana |
|             | |
|             | Eremocharis ancestralis |
|             | |
|             | Eremocharis brachyptera |
|             | |
|             | Eremocharis cinerascens |
|             | |
|             | Eremocharis granulosa |
|             | |
|             | Eremocharis obscura |
|             | |
|             | Eremocharis subsulcata |
|             | |
|             | Eremocharis wazira |
|             | |
|             | Eremocharis zaheri |
|             | |